# Elkalyce meinersi
Elkalyce meinersi är en fjärilsart som beskrevs av William D. Field 1938. Elkalyce meinersi ingår i släktet Elkalyce och familjen juvelvingar. Inga underarter finns listade i Catalogue of Life.